# Tarub (ort i Indonesien)
Tarub är en ort i Indonesien.   Den ligger i provinsen Jawa Tengah, i den västra delen av landet, 270 km öster om huvudstaden Jakarta. Tarub ligger 22 meter över havet och antalet invånare är 75 739.
Terrängen runt Tarub är platt.Runt Tarub är det mycket tätbefolkat, med 1 095 invånare per kvadratkilometer. Närmaste större samhälle är Tegal, 7,7 km norr om Tarub. Omgivningarna runt Tarub är en mosaik av jordbruksmark och naturlig växtlighet.